# Bingham (Maine)
Bingham ist eine Town im Somerset County des Bundesstaates Maine in den Vereinigten Staaten. Im Jahr 2020 lebten dort 866 Einwohner in 560 Haushalten auf einer Fläche von 91,48 km².

## Geographie -
Nach dem United States Census Bureau hat Bingham eine Gesamtfläche von 91,48 km², von der 90,42 km² Land sind und 1,06 km² aus Gewässern bestehen.

### Geographische Lage
Bingham liegt zentral im Somerset County. Der Kennebec River bildet die westliche Grenze des Gebietes der Town. Auf dem Gebiet der Town befinden sich nur kleinere Seen. Die Oberfläche ist leicht hügelig, der 462 m hohe Johnson Mountain ist die höchste Erhebung.

### Nachbargemeinden
Alle Entfernungen sind als Luftlinien zwischen den offiziellen Koordinaten der Orte aus der Volkszählung 2010 angegeben.
- Norden: Moscow, 12,9 km
- Nordosten: Northeast Somerset, Unorganized Territory, 49,7 km
- Osten: Brighton Plantation, 9,8 km
- Südosten: Athens, 13,8 km
- Süden: Solon, 9,9 km
- Südwesten: Embden, 14,6 km
- Westen: Central Somerset, Unorganized Territory, 14,6 km
- Nordwesten: Pleasant Ridge Plantation, 14,0 km

### Stadtgliederung
In Bingham gibt es vier Siedlungsgebiete: Austin Junction, Bingham, Johnson Corner und Shorey.

### Klima
Die mittlere Durchschnittstemperatur in Bingham liegt zwischen −9,4 °C (15 °F) im Januar und 20,0 °C (68 °F) im Juli. Damit ist der Ort gegenüber dem langjährigen Mittel der USA um etwa 9 Grad kühler. Die Schneefälle zwischen Oktober und Mai liegen mit bis zu zweieinhalb Metern mehr als doppelt so hoch wie die mittlere Schneehöhe in den USA; die tägliche Sonnenscheindauer liegt am unteren Rand des Wertespektrums der USA.

## Geschichte
Erste Siedler ließen sich in Bingham 1784 nieder. 1801 wurde das Gebiet durch Philip Bullen vermessen. Das Gebiet wurde als Township No. 1, First Range Bingham's Kennebec Purchase, East of Kennebec River (T1 R1 BKP EKR) bezeichnet. Bingham gehörte gemeinsam mit Moscow und Teilen von Solon zum Carratunk Settlement.
Am 6. Februar 1812 wurde das Gebiet als Town organisiert und nach William Bingham benannt, dem große Teile des Gebietes durch den Bingham Purchase gehörten.

### Einwohnerentwicklung
| Volkszählungsergebnisse – Town of Bingham, Maine | Volkszählungsergebnisse – Town of Bingham, Maine | Volkszählungsergebnisse – Town of Bingham, Maine | Volkszählungsergebnisse – Town of Bingham, Maine | Volkszählungsergebnisse – Town of Bingham, Maine | Volkszählungsergebnisse – Town of Bingham, Maine | Volkszählungsergebnisse – Town of Bingham, Maine | Volkszählungsergebnisse – Town of Bingham, Maine | Volkszählungsergebnisse – Town of Bingham, Maine | Volkszählungsergebnisse – Town of Bingham, Maine | Volkszählungsergebnisse – Town of Bingham, Maine |
| Jahr                                             | 1800                                             | 1810                                             | 1820                                             | 1830                                             | 1840                                             | 1850                                             | 1860                                             | 1870                                             | 1880                                             | 1890                                             |
| ------------------------------------------------ | ------------------------------------------------ | ------------------------------------------------ | ------------------------------------------------ | ------------------------------------------------ | ------------------------------------------------ | ------------------------------------------------ | ------------------------------------------------ | ------------------------------------------------ | ------------------------------------------------ | ------------------------------------------------ |
| Einwohner                                        |                                                  |                                                  | 336                                              | 537                                              | 751                                              | 752                                              | 831                                              | 826                                              | 828                                              | 757                                              |
| Jahr                                             | 1900                                             | 1910                                             | 1920                                             | 1930                                             | 1940                                             | 1950                                             | 1960                                             | 1970                                             | 1980                                             | 1990                                             |
| Einwohner                                        | 841                                              | 775                                              | 1143                                             | 1592                                             | 1210                                             | 1354                                             | 1308                                             | 1254                                             | 1184                                             | 1230                                             |
| Jahr                                             | 2000                                             | 2010                                             | 2020                                             | 2030                                             | 2040                                             | 2050                                             | 2060                                             | 2070                                             | 2080                                             | 2090                                             |
| Einwohner                                        | 989                                              | 922                                              | 866                                              |                                                  |                                                  |                                                  |                                                  |                                                  |                                                  |                                                  |

## Kultur und Sehenswürdigkeiten

### Bauwerke
In Bingham wurden ein Bauwerk und ein Weg unter Denkmalschutz gestellt und ins National Register of Historic Places aufgenommen.
- Arnold Trail to Quebec, 1969 unter der Register-Nr. 69000018.[10]
- Bingham Free Meetinghouse, 1976 unter der Register-Nr. 76000113.[11]

## Wirtschaft und Infrastruktur

### Verkehr
Durch Bingham verläuft in nordsüdlicher Richtung parallel zum Kennebec River der U.S. Highway 201. An ihm liegen auch die Siedlungen der Town.

### Öffentliche Einrichtungen
Es gibt eine medizinische Einrichtung in Bingham. Weitere befinden sich in Skowhegan, Madison und Hartland.
In Bingham befindet sich die Bingham Union Library in der Main Street.

### Bildung
Bingham bildet mit Caratunk, Moscow und West Forks den Schulbezirk MSAD 13/RSU 83.
Im Schulbezirk werden folgende Schulen angeboten:
- Moscow Elementary School in Moscow
- Upper Kennebec Valley Jr/Sr High School in Bingham